# Путинцев, Иван Никандрович
Ива́н Ника́ндрович Пути́нцев (28 марта (10 апреля) 1907 — 18 июля 1944) — советский военнослужащий. Участник Великой Отечественной войны. Герой Советского Союза (1944). Сержант.

## Биография
Родился 28 марта (10 апреля) 1907 года в деревне Абабки Уржумского уезда в крестьянской семье. Русский. Образование начальное. В молодости крестьянствовал. Затем, освоив профессию плотника, перебрался в Вятку (с 1934 года — город Киров), работал бригадиром на городских стройках. Перед войной трудился десятником в организации, занимавшейся строительством и ремонтом мостов.
В ряды Рабоче-крестьянской Красной Армии был призван Сталинским районным военкоматом города Кирова в июне 1941 года. Благодаря своей гражданской специальности был направлен в инженерные войска. Военную службу он начал на Дальнем Востоке понтонёром 15-го отдельного понтонно-мостового батальона. В июле 1942 года батальон, в котором служил Иван Путинцев, был включён в состав Воронежского фронта. Боевое крещение принял во время Воронежско-Ворошиловградской операции. Его подразделение самоотверженно работало на устройстве переправ через реки Воронеж и Дон в районе города Воронежа и посёлка Коротояк, по которым перебрасывались войска и осуществлялась эвакуация гражданского населения и промышленного оборудования. За проявленные при строительстве мостов смелость и мужество был награждён медалью «За боевые заслуги».
В мае 1943 года 15-й, 23-й, 134-й и 135-й отдельные понтонно-мостовые батальоны Воронежского фронта были сведены в 6-ю понтонно-мостовую бригаду Резерва Главного Командования и стали моторизованными. Летом 1943 года в должности командира отделения 1-й понтонной роты 15-го отдельного моторизованного понтонно-мостового батальона под командованием младшего сержанта Ивана Путинцева принимал участие в сражении на Курской дуге. В ходе Курской стратегической оборонительной операции 15-й отдельный моторизованный понтонно-мостовой батальон восстанавливал в прифронтовом тылу объекты военной инфраструктуры, повреждённые вражеской авиацией и артиллерией. Во время Белгородско-Харьковской операции его личный состав осуществлял инженерное сопровождение частей Воронежского фронта, наступающих на ахтырском направлении, а во время Сумско-Прилукской операции прокладывал им путь через водные преграды к Днепру. Особо отличился при форсировании реки Днепр и во время последующей работы на переправе.
С выходом передовых частей Воронежского фронта к Днепру перед 6-й понтонно-мостовой бригадой была поставлена боевая задача переправить на правый берег реки подразделения 42-й гвардейской и 237-й стрелковых дивизия 40-й армии. Вечером 25 сентября 1943 года бригада развернула имевшиеся в её распоряжении плавсредства в районе населённых пунктов Гусенцы, Кальне и Рудяков Бориспольского района Киевской области. Река в месте переправы была практически не изучена, поэтому первый рейс на правый берег выполнял наиболее подготовленный расчёт Ивана Путинцева. Сумел бесшумно довести свой понтон до правого берега и высадить первую десантную группу в районе села Гребени. После высадки штурмового отряда бойцы произвели разведку места высадки. Расчётом также были определены характер и скорость течения, сделаны промеры глубин. Вернувшись на левый берег, принял на свой понтон новую группу десантников и повёл группу понтонов свой бригады во второй рейс. Противник скоро обнаружил место переправы и открыл интенсивный пулемётный огонь. Понтон был пробит в нескольких местах и начал тонуть. Рискуя жизнью, забил пробоины колышками, и умело маневрируя под огнём противника, довёл свой понтон до правого берега без потерь. За проявленный при форсировании Днепра героизм награждён орденом Красной Звезды и повышен в звании до сержанта. В самые напряжённые дни боёв за плацдарм в период с 25 сентября по 10 октября 1943 года еженощно работал на понтоне, под постоянным обстрелом противника делая по 16-17 рейсов и переправив на правый берег большое количество войск и военных грузов. Самоотверженная работа сержанта Ивана Путинцева и его боевых товарищей способствовала успешному закреплению завоёванного за Днепром плацдарма.
Указом Президиума Верховного Совета СССР «О присвоении звания Героя Советского Союза генералам, офицерскому, сержантскому и рядовому составу Красной Армии» от 10 января 1944 года за «образцовое выполнение боевых заданий командования на фронте борьбы с немецко-фашистскими захватчиками и проявленные при этом отвагу и геройство» был удостоен звания Советского Союза с вручением ордена Ленина и медали «Золотая Звезда».
До середины декабря 1943 года продолжал работать на Днепре, строя новые и восстанавливая разрушенные ходе боевых действий мосты южнее Киева. Наступившая зима дала понтонёрам небольшую передышку, но ранняя весна 1944 года, сопровождавшаяся распутицей, бездорожьем и разливом рек, заставила их включиться в Проскуровско-Черновицкую операцию. В ходе наступления подразделения 6-й понтонно-мостовой бригады осуществляли инженерное сопровождение 4-й танковой армии и сыграли большую роль при освобождении города Каменец-Подольского, за что бригаде было присвоено почётное звание «Каменец-Подольская». Во время Львовско-Сандомирской операции 6-я понтонно-мостовая бригада была придана 1-й гвардейской танковой армии. Понтонёры действовали совместно с передовыми соединениями армии, обеспечивая быструю переправу танков через водные преграды. 18 июля 1944 года танкисты и понтонёры вышли к реке Западный Буг на участке Сокаль — Кристинополь. При подготовке к форсированию реки был тяжело ранен осколком снаряда в голову. Его доставили в 110-й медикосанитарный батальон 181-й стрелковой дивизии, но спасти его врачам не удалось. В 11 часов вечера 18 июля 1944 года скончался. Похоронен в братской могиле советских воинов в городе Луцке Волынской области Украины.

## Память
- Его именем названы улицы в городе Луцке и посёлке городского типа Лебяжье.
- Памятные знаки в его честь установлены в городе Луцке и деревне Абабки.

## Комментарии
1. ↑  Деревня Абабки, относившаяся к Лебяжской волости Уржумского уезда, в последующем входила в состав Комаровского сельсовета Лебяжского района Кировской области; не сохранилась[1].

## Документы
- Общедоступный электронный банк документов «Подвиг Народа в Великой Отечественной войне 1941—1945 гг.» Дата обращения: 24 июля 2013. Архивировано из оригинала 13 марта 2012 года.

Представление к званию Героя Советского Союза.
Указ Президиума Верховного Совета СССР о присвоении звания Героя Советского Союза.
Орден Красной Звезды (наградной лист и приказ о награждении).
- Обобщённый банк данных «Мемориал». Дата обращения: 24 июля 2013. Архивировано из оригинала 10 мая 2012 года.

ЦАМО, ф. 58, оп. А-71693, д. 459.
ЦАМО, ф. 58, оп. 18002, д. 801.
ЦАМО, ф. 58, оп. 977525, д. 338.
ЦАМО, ф. 58, оп. 977525, д. 339.
Информация из списка захоронения З380-117.
Учётная карточка захоронения З380-117.
Схема захоронения З380-117.